# 丹巴·恰格达尔扎布
丹巴·恰格达尔扎布（1880年—1922年8月31日），蒙古族，今蒙古国色楞格省人，蒙古人民党“最初七人”领袖之一，自1921年3月至4月为蒙古总理。

## 生平

### 早年生涯
恰格达尔扎布于1880年生于喀爾喀土謝圖汗部（今蒙古国色楞格省）。早年他是一位私商，1916年至1917年曾访问英国、意大利、俄国。

### 成立蒙古人民党
1919年，恰格达尔扎布在京都库伦（Niislel Khüree，今乌兰巴托）参加了道格索姆·鲍道领导的秘密革命组织“领事坡”（Konsulyn Denj）。恰格达尔扎布同乔巴山形成了该团体的核心，该核心后来于1920年并入苏赫-巴托尔的组织“东库伦”（Züün Hüree），成立了蒙古人民党。
1920年，恰格达尔扎布成为赴苏维埃俄国请求苏维埃帮助蒙古摆脱中国实现独立的七位革命者之一。除了恰格达尔扎布之外，其他六位革命者是苏赫-巴托尔、道格索姆·鲍道、乔巴山、索林·丹增、丹斯兰比勒格·道格松、达理扎布·洛索勒。恰格达尔扎布和丹增赴莫斯科，并在这里受到了列宁的接见。此后，他们七人被称作蒙古人民党的“最初七人”。
在他们正在苏维埃俄国访问的时候，蒙古于1920年10月受到了恩琴领导的俄国白军的侵略。1921年2月恩琴占领京都库伦之后，蒙古人民党于同年3月1日至3日在恰克图召开会议。此次会议后来被视为蒙古人民革命党第一次代表大会。党的宣言“十项原则”获得通过，这标志着蒙古加入了国际共产主义运动。

### 临时政府负责人
会议结束后不久，1921年3月13日，蒙古临时人民政府成立，恰格达尔扎布出任该政府的总理。1921年4月16日，恰格达尔扎布被免职，并被该政府作为代表派赴乌梁海（今俄罗斯图瓦共和国）。道格索姆·鲍道此后接任总理，并兼任外交部长。

### 逝世
1922年，恰格达尔扎布和鲍道以及其他四位前部长被指控为反革命及阴谋推翻政府。恰格达尔扎布于1922年8月31日被处死。恰格达尔扎布和鲍道被处死被普遍视为1920年代到1930年代蒙古进行的政治清洗的开端。